# Скорая помощь (мультфильм)
«Скорая помощь» — советский рисованный мультипликационный фильм, созданный на киностудии «Союзмультфильм» в 1949 году.

## Краткое описание
В стране зайцев кризис: зайцы так бедны, что их шкурки приходится зашивать заплатками. Заяц Тодди в брачный сезон приходит к зайчихе в таких обносках, что от отчаяния после её отказа пытается покончить с собой, отдавшись на съедение волкам. Но почитав новость в газете о помощи со стороны мистера Удава, заяц передумывает и убегает. Волки бросаются в погоню, по дороге встречают Удава, который заступается за Зайца, запрещает волкам его есть, велит переодеть в дорогую одежду и отпустить. После поясняет, что это приём в бизнесе и запускает в стране зайцев акцию: все зайцы могут получить вместо своих старых шкурок по семь новых. Тодди неосознанно проводит рекламную кампанию для Удава, завлекает всех остальных зайцев в мошенническую ловушку.
Когда зайцы сдают свои старые шкурки, Удав попросту присваивает их, отбирая даже первую, выданную Тодди, а волкам разрешает есть зайцев. Сбежавшего Тодди и его невесту от волков спасают ежи, закрыв своими иголками. Прозревшие зайцы осознают ситуацию, признают свою ошибку и делают вывод, что необходимо отвечать за свою судьбу лично и не доверять другим, прикидывающимся меценатами. Решают жить собственными силами.

## Создатели фильма
- Сценарий — Александр Медведкин
- Режиссёр — Ламис Бредис
- Художник-постановщик — Сюзанна Бялковская (в титрах С. Белковская)
- Композитор — Николай Пейко
- Оператор — Елена Петрова
- Звукооператор — Николай Прилуцкий
- Ассистент режиссёра — Вера Шилина
- Художники-мультипликаторы — Фаина Епифанова, Рената Миренкова, Вадим Долгих, Лидия Резцова, Фёдор Хитрук

## Роли озвучивали
- Мистер Удав — Георгий Милляр

## История создания
Фильм «Скорая помощь» остался единственной реализованной работой Александра Медведкина на «Союзмультфильме». Картину ставил режиссёр Ламис Бредис, художником-постановщиком была Сюзанна Бялковская, композитором — Николай Пейко. Сценарий был принят и запущен в производство в мае 1948 года, работы подготовительного периода были завершены в августе. Сюжет картины в аллегорически-басенной форме высмеивал «План Маршалла» и был редким для советской мультипликации конца 1940-х годов обращением к жанру политической сатиры. Несмотря на так и не отменённый впоследствии запрет, картина сохранилась в «Госфильмофонде».

## Видеоиздания
- В 2006 году компанией «МАГНАТ» мультфильм был выпущен на DVD-диске в мультсборнике «Храбрые сердца» из серии «В гостях у сказки».[2]